# Canton de Toul-Nord
Le canton de Toul-Nord est une ancienne division administrative française qui était située dans le département de Meurthe-et-Moselle.

## Représentation

### Conseillers généraux de 1833 à 2015
| Période | Période      | Identité                                                               | Étiquette             | Qualité |
| ------- | ------------ | ---------------------------------------------------------------------- | --------------------- | --- |
| 1833    | 1842         | François Stanislas Cordier                                             |                       | Notaire à Toul Elu également dans le Canton de Domèvre                                                                            |
| 1842    | 1848 (décès) | Joseph Firmin Vigneron (1775-1848)                                     |                       | Médecin à Toul, conseiller d'arrondissement                                                                                       |
| 1848    | 1864         | Charles Emile Douzain                                                  |                       | Notaire honoraire, propriétaire à Bruley                                                                                          |
| 1864    | 1877         | Claude-Victor Collin                                                   | Droite                | Marchand de bois à Ménil-la-Tour                                                                                                  |
| 1877    | 1883         | Edouard-Lucien Deligny (1823-?)                                        | Républicain           | Avocat - Maire de Toul |
| 1883    | 1886         | Etienne Manginot                                                       | Républicain           | Manufacturier à Toul |
| 1886    | 1889         | Gustave Chapuis                                                        | Rad.                  | Médecin, Député (1893-1911) Sénateur (1911-1920) Maire de Toul                                                                    |
| 1889    | 1895         | Etienne Manginot                                                       | Républicain           | Manufacturier à Toul |
| 1895    | 1901         | Marquis Gaston de Pourcet de Sahune Dumottier de Lafayette (1855-1942) | Républicain           | Ancien Sous-Préfet de Vouziers (Ardennes) Maire de Toul                                                                           |
| 1901    | 1907         | Romaric Gillet                                                         | Nationaliste          | Docteur en médecine à Lucey |
| 1907    | 1919         | Gustave Chapuis                                                        | Rad.                  | Médecin, Député (1893-1911) Sénateur (1911-1920) Maire de Toul                                                                    |
| 1919    | 1925         | Lucien-Arsène Lafarge                                                  | URD                   | Architecte - Maire de Toul |
| 1925    | 1940         | Charles-Emile Douzain (1885-1951)                                      | RG-URD                | Médecin à Toul |
|         |              |                                                                        |                       | |
| 1945    | 1951         | Pierre Schmidt                                                         | SFIO                  | Médecin, maire de Toul (1945-1949 et 1955-1971)                                                                                   |
| 1951    | 1964         | Henri Miller                                                           | RPF puis RI           | Avocat, maire de Toul (1949-1953)                                                                                                 |
| 1964    | 1970         | M. Guillaume                                                           | SE                    | |
| 1970    | 1973         | Christian Fouchet                                                      | UDR puis DVD          | Diplomate Député (1967-1974) Ministre (1954-1955 et 1962-1968)                                                                    |
| 1973    | 1994         | Jacques Gossot (1940-2016)                                             | UDR puis RPR puis DVD | Directeur départemental adjoint aux PTT Maire de Toul (1971-2001)                                                                 |
| 1994    | 2001         | Nicole Feidt                                                           | PS                    | Fonctionnaire Maire de Foug (1995-1997) Maire de Toul (2001-2013) Députée (1997-2002)                                             |
| 2001    | 2015         | Michèle Pilot                                                          | PS                    | Employée de la sidérurgie retraitée Maire de Foug Première vice-présidente du conseil général Élue en 2015 dans le canton de Toul |

### Conseillers d'arrondissement (de 1833 à 1940)
Le canton de Toul Nord avait deux conseillers d'arrondissement .
| Période                                  | Période      | Identité                             | Étiquette   | Qualité |
| ---------------------------------------- | ------------ | ------------------------------------ | ----------- | --- |
| 1833                                     | 1845         | Joseph Nacquart                      |             | Propriétaire à Foug                                                                                         |
| 1833                                     | 1842         | Joseph Firmin Vigneron               |             | Médecin à Toul                                                                                              |
|                                          |              |                                      |             | |
| 1886                                     | 1910         | François-Charles Pierson             | Républicain | Conseiller municipal de Toul                                                                                |
| 1886                                     | 1894 (décès) | Eutrope François Jadelot (1827-1894) |             | Capitaine en retraite, propriétaire à Bruley                                                                |
| 1894                                     | 1919         | Pierre Demange-Poirson               | Républicain | Propriétaire-viticulteur à Bruley                                                                           |
| 1910                                     | 1919         | Ernest Gallois                       |             | Conseiller municipal de Toul                                                                                |
| 1919                                     | 1940         | Marcel Laroppe                       | Libéral     | Maire de Bruley                                                                                             |
| 1919                                     | 1928         | Ernest Henriet                       | Libéral URD | Propriétaire à Dommartin-lès-Toul                                                                           |
| 1928                                     | 1940         | Henri Claude                         | Républicain | Cultivateur, maire de Lagney                                                                                |
| 1940                                     |              |                                      |             | Les conseils d'arrondissement ont été suspendus par la loi du 12 octobre 1940 et n'ont jamais été réactivés |
| Les données manquantes sont à compléter. |              |                                      |             | |

## Composition
Le canton de Toul-Nord se compose d’une fraction de la commune de Toul et de dix-huit autres communes. Il compte 28 036 habitants (population municipale) au 1er janvier 2012.
| Nom                        | Code Insee | Intercommunalité    | Population (dernière pop. légale)               |
| -------------------------- | ---------- | ------------------- | ----------------------------------------------- |
| Toul (chef-lieu)           | 54528      | CC Terres Touloises | Fraction : 10 280(2012) Commune : 15 966 (2014) |
| Aingeray                   | 54007      | CC Terres Touloises | 560 (2014)                                      |
| Boucq                      | 54086      | CC Terres Touloises | 359 (2014)                                      |
| Bouvron                    | 54088      | CC Terres Touloises | 259 (2014)                                      |
| Bruley                     | 54102      | CC Terres Touloises | 613 (2014)                                      |
| Dommartin-lès-Toul         | 54167      | CC Terres Touloises | 1 998 (2014)                                    |
| Écrouves                   | 54174      | CC Terres Touloises | 4 434 (2014)                                    |
| Fontenoy-sur-Moselle       | 54202      | CC Terres Touloises | 370 (2014)                                      |
| Foug                       | 54205      | CC Terres Touloises | 2 734 (2014)                                    |
| Gondreville                | 54232      | CC Terres Touloises | 2 849 (2014)                                    |
| Lagney                     | 54288      | CC Terres Touloises | 499 (2014)                                      |
| Laneuveville-derrière-Foug | 54298      | CC Terres Touloises | 145 (2014)                                      |
| Lay-Saint-Remy             | 54306      | CC Terres Touloises | 362 (2014)                                      |
| Lucey                      | 54327      | CC Terres Touloises | 600 (2014)                                      |
| Ménil-la-Tour              | 54360      | CC Terres Touloises | 334 (2014)                                      |
| Pagney-derrière-Barine     | 54414      | CC Terres Touloises | 618 (2014)                                      |
| Sanzey                     | 54492      | CC Terres Touloises | 134 (2014)                                      |
| Sexey-les-Bois             | 54506      | CC Terres Touloises | 354 (2014)                                      |
| Trondes                    | 54534      | CC Terres Touloises | 535 (2014)                                      |

## Démographie
| 1962 | 1968 | 1975 | 1982 | 1990 | 1999 | 2009   |
| ---- | ---- | ---- | ---- | ---- | ---- | ------ |
| -    | -    | -    | -    | -    | -    | 27 436 |